# Kanifing (LGA)
Kanifing é uma das oito Áreas de Governo Local, na Gâmbia. Coincide em parte com a divisão de Banjul. A capital é a cidade de Kanifing.

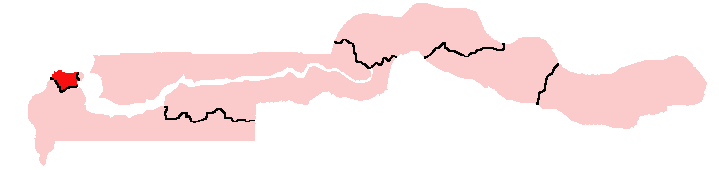
Gambia-Kanifing